# Warren Brittingham
Warren George Brittingham est un joueur de soccer américain né le 2 septembre 1886 à Saint-Louis et mort le 19 décembre 1962 à El Paso.

## Biographie
Warren Brittingham est né à Saint-Louis, il grandit à Chihuahua, au Mexique, où sa famille possède d'importantes entreprises. Il étudie au Christian Brothers College High School (en). Pendant ses années d'études, il excelle également sur le terrain de sport en tant qu'attaquant. 
Avec le Christian Brothers College High School, il participe au tournoi olympique de football de 1904, l'équipe remporte alors la médaille d'argent à l'issue du tournoi.
Après avoir terminé ses études, Brittingham s'installe à El Paso, au Texas, où il entreprend diverses activités professionnelles. Outre la gestion d'un ranch, il occupe des postes de direction dans plusieurs magasins de chaussures et de dispositifs orthopédiques. Il crée également sa propre entreprise, la Brittingham Shoe Factory.